# 聚合物衍生陶瓷

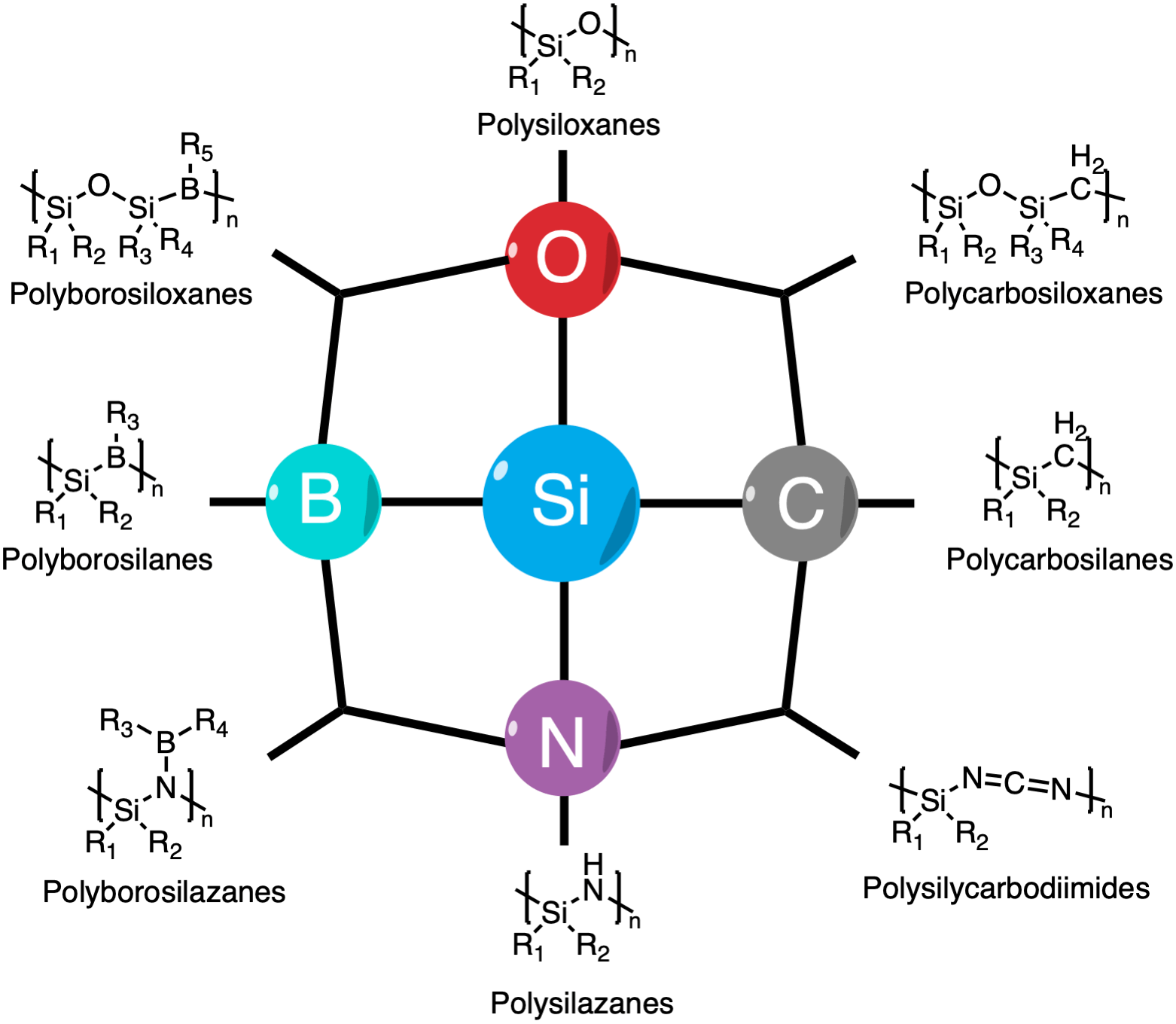
陶瓷前驱体聚合物家族的常见示例

聚合物衍生陶瓷（Polymer derived ceramic，PDC）是通过对陶瓷前驱体聚合物进行热解（通常在惰性气氛下）所形成的陶瓷材料。
PDC的组成最常包括碳化硅（SiC）、硅氧碳化物（SiOxCy）、氮化矽（Si3N4）、碳氮化硅（Si3+xN4Cx+y）和氮氧化硅（SiOxNy）。PDC的组成、相分布和结构取决于所用预陶瓷聚合物前驱体及热解条件。
此类陶瓷材料的关键优势在于使用聚合物前驱体带来的加工及成型的多样性。聚合物衍生陶瓷可以通过增材制造（3D 打印）实现，例如通过熔融沉积成型，或采用以光聚合为基础的立体光刻造型。这种PDC加工常用于需要复杂形状的耐高温、耐腐蚀材料领域，这些形状通过传统的燒結和注浆成型方法难以实现。PDC也常用于合成多孔及介孔材料及薄膜。

## 化学
PDC主要通过对预陶瓷聚合物进行热解制备。

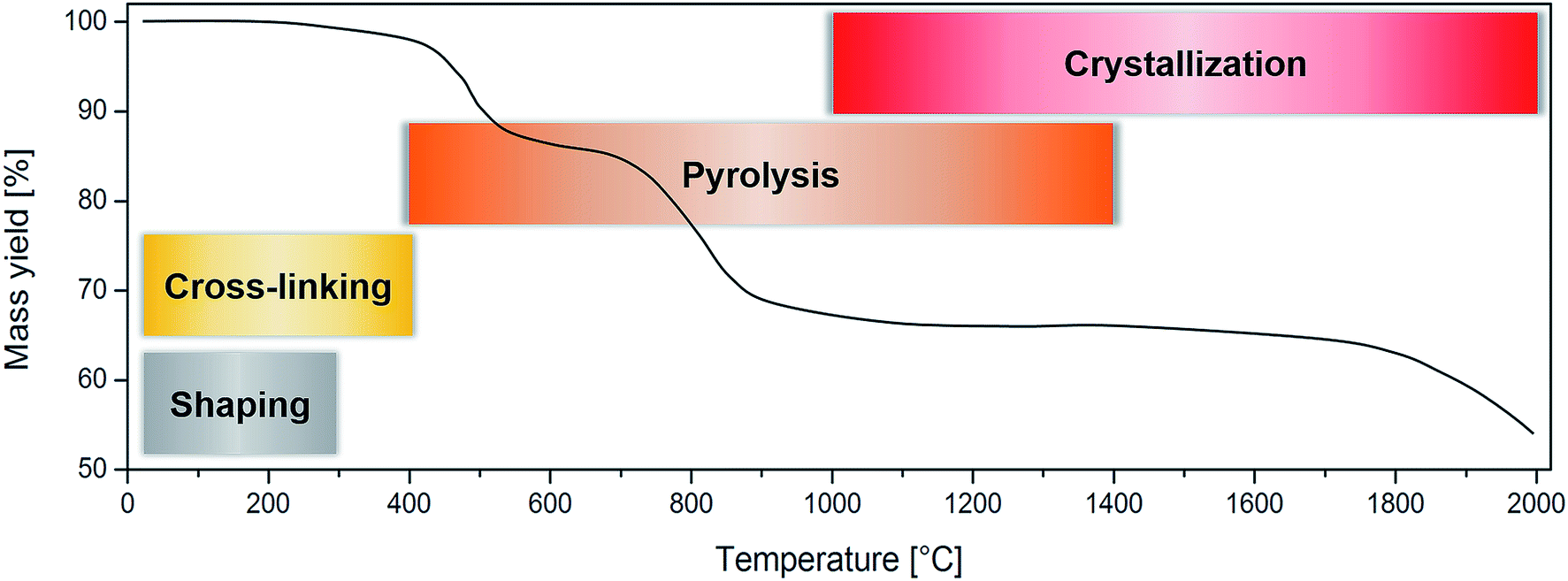
聚合物衍生陶瓷加工

在陶瓷前驱体聚合物家族中，矽氧樹脂是最著名的预陶瓷聚合物。其主链由硅和氧原子构成。含有有机基团的多聚硅氧烷称为有机硅氧烷聚合物，例如聚硼硅氧烷、聚碳硅氧烷等。另一类重要的预陶瓷聚合物是聚碳硅烷及聚（有机）碳硅烷，其主链包含交替的碳和硅原子。同样，由Si–N键组成的聚合物则归为聚硅氮烷、聚有机硅氮烷和聚有机硅-碳二亚胺。不同的聚合物组成会影响加工温度、微观结构转变、陶瓷产率及稳定性。
陶瓷前驱体聚合物向PDC的转化可分为成型、交联、热解和结晶四个阶段。通常，PDC加工在1100-1300 °C完成。若要形成结晶PDC，有些材料需在超过1700 °C的条件下进行结晶。

## 特性
PDC具有多种特性，包括：
- 机械性能：高硬度、高强度。
- 极端环境稳定性：良好的热稳定性、抗氧化及抗腐蚀性。
- 粘接特性：高附着力、低表面张力。
- 耐久性：耐磨损、抗污及抗生物膜形成。
- 低毒性和良好生物相容性。

将PDC与其他材料复配，可开发出具有多重性能的PDC复合材料，拓展其在生物医用、电气、磁性、工程及光学等领域的应用。

## 用途

### 涂料

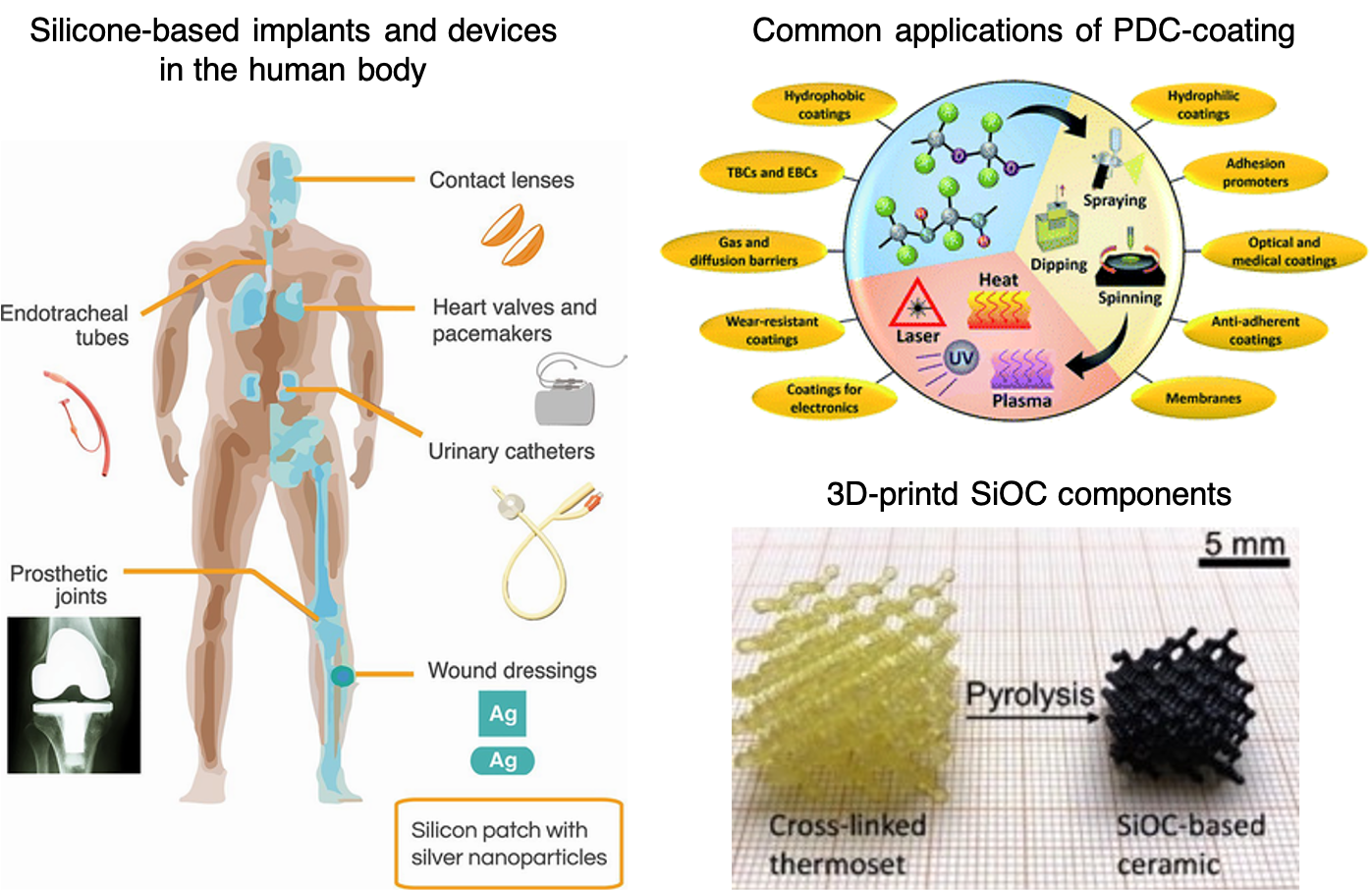
聚合物衍生陶瓷及其基材料的代表性应用

与其他涂层方法相比，PDC加工的热处理（如热喷涂）简单且成本低廉。PDC涂层常用于电子设备元件及气体分离膜。由于PDC材料的固有稳定性，这些涂层也广泛用于环境隔离涂层（EBC）。

### 3D打印
基于熔融沉积成型的3D打印可用于PDC加工，应用于热交换器、散热器、骨组织支架、化学/气体过滤器及開源硬件。3D打印特定的直接墨写、立体光刻造型和数字光处理技术可将陶瓷前驱体聚合物的结构从纳米尺度到宏观尺度进行精确控制，从而促进先进陶瓷材料的制备与集成。

### 生物医学工程
具有生物相容性的PDC及其复合材料可应用于各类生物系统，通常用于制备具有多功能界面或复杂形状的生物医用器件，如组织再生、植入体设计、药物传递和创面敷料。

### 电子产品
混合型PDC材料可用于锂离子电池基底、传感器、执行器及高温电气设备等。常见的PDC复合材料加工策略包括化学改性、与金属或金属氧化物共混，以及引入功能填料。